# Ахдамы

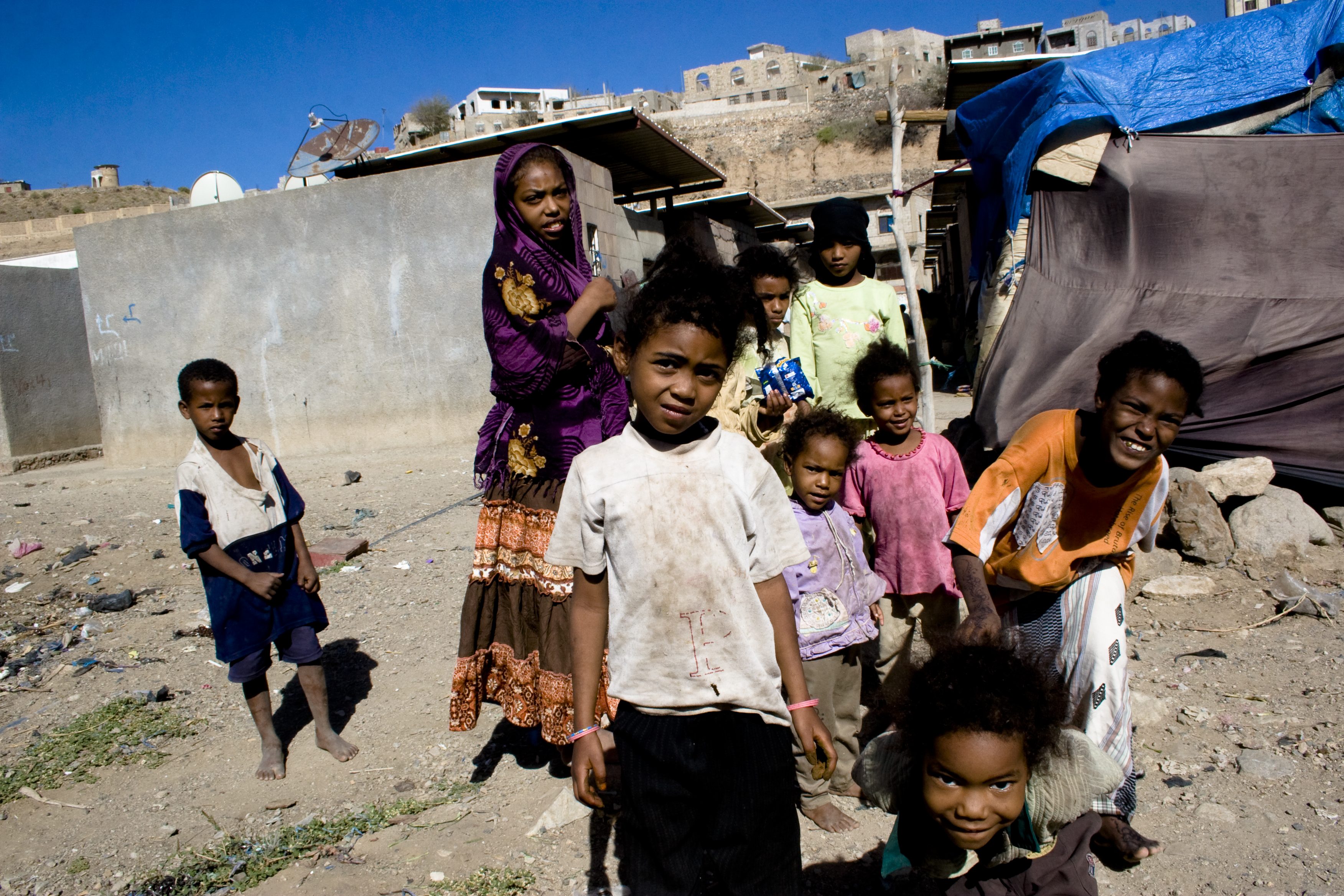
Дети ахдамов в Таизе.

Ахда́мы, аль-ахда́м (араб. الأخدام‎, мн. ч. от خادم‎ — «слуга») — этническая и социальная группа (каста), проживающая в Йемене. Говорят на арабском языке и исповедуют ислам, как и большинство населения страны. Социально изолированные ахдамы находятся на самом низу общественной иерархии Йемена и в основном занимаются тяжёлым физическим трудом в крупных городах. По разным оценкам, число ахдамов составляет от 500 тыс. до 3,5 млн человек.
Насчёт происхождения ахдамов существуют различные мнения: их считали потомками древних химьяритов, рабов из Африки, эфиопских завоевателей.
Гордые бедуины сторонятся множества презираемых ремёсел и ими занимаются только ахдамы: дубление кож, стирка белья, изготовление горшков, убой скота. Эти занятия должны «осквернять» их, хотя ахдамы и не считаются настолько нечистыми, чтобы предметы, выходящие из их рук, не могли быть в употреблении у других.
Ахдамам разрешено входить в мечети, но не в дома арабов. Они всегда живут в стороне, обычно за чертой городов и селений. В прошлом они не платили никаких податей, а для правителя считалось позорным привлекать их к каким бы то ни было общественным обязанностям. Даже в Адене, где кастовые понятия не признавались официально, ахдамы живут в особом квартале, но, в большинстве случаев, ведут менее оседлую жизнь, чем другие части населения, вследствие чего Карстен Нибур (1733—1815) сравнил их с цыганами. Известны случаи, когда арабы сожительствовали с женщинами-ахдамками.
В некоторых местностях из ахдамов выделяются цирюльники, как особая каста, с таким же общественным положением. В Йемене, однако, ещё ниже стоят две касты настоящих париев — шумр и шафеди, исполняющие все наиболее отталкивающие работы. К этим кастам (как в Индии) причисляются музыканты, певцы и фокусники, и им запрещено посещение мечетей.